# (2890) Вилюйск
(2890) Вилюйск (лат. Vilyujsk) — типичный астероид главного пояса, открыт 26 сентября 1978 года советским астрономом Людмилой Журавлёвой в Крымской астрофизической обсерватории и 13 июля 1984 года назван в честь города Вилюйска.

## Обнаружение и именование
(2890) Вилюйск
Открыт 26 сентября 1978 года в Научном Л. В. Журавлёвой.
Назван в честь центрального города Вилюйского района Якутской автономной ССР по случаю его 350-летия.
Оригинальный текст (англ.)2890 Vilyujsk
Discovered 1978-09-26 by Zhuravleva, L. at Nauchnyj.
Named for the central town of the Vilyujsk district of the Yakut Autonomous SSR on the occasion of its 350th anniversary.
Источники: DISCOVERY.DB; M.P.C. 8913.

## Орбита

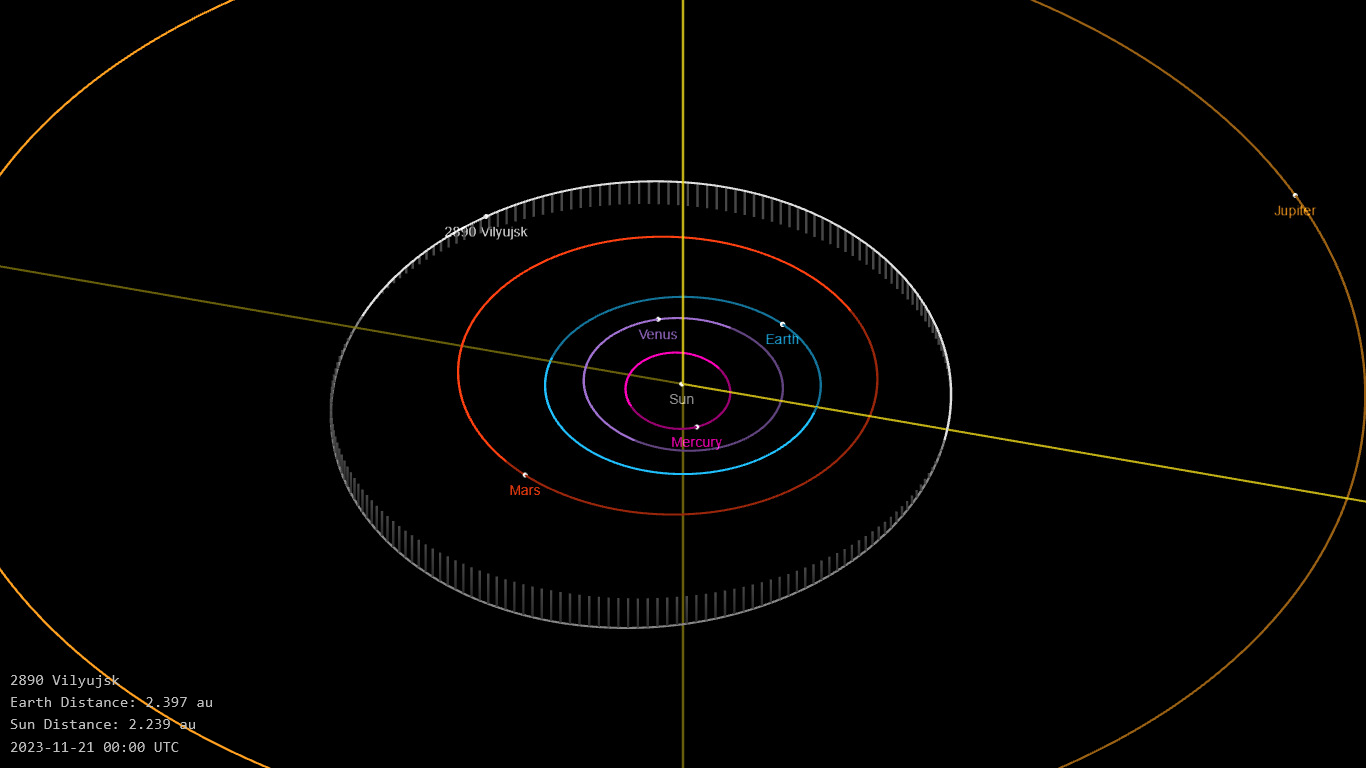
Орбита астероида Вилюйск и его положение в Солнечной системе

## Физические характеристики
Астероид относится к таксономическому классу S.
По результатам наблюдений в видимом и ближнем инфракрасном диапазоне космического телескопа NEOWISE диаметр астероида сначала оценивался равным 8,313±0,087 км, позже — 7,01±1,64 км, 7,983±0,081 км и 6,26±1,86 км. Согласно тем же источникам альбедо оценивается как 0,1772±0,0321, 0,16±0,07, 0,218±0,019 и 0,204±0,139.